# TinyBuild Games
tinyBuild LLC (tinyBuild Games) est une société américaine spécialisée dans l'édition de jeux vidéo localisée à Bothell. Elle a également développé le jeu No Time to Explain.

## Studios
| Nom                 | Localisation              | Création     | Acquisition    | Réf.  |
| ------------------- | ------------------------- | ------------ | -------------- | ----- |
| Animal              | Pasadena, États-Unis      | 2015         | août 2021      | [ 2 ] |
| HakJak Studios      | Boise, États-Unis         | mars 2020    | —              | [ 3 ] |
| Eerie Guest Studios | Hilversum, Pays-Bas       | juillet 2020 | —              | [ 4 ] |
| Hologryph           | Lviv, Ukraine             | 2016         | novembre 2020  | [ 5 ] |
| We're Five Games    | Minneapolis, États-Unis   | 2016         | février 2020   | [ 6 ] |
| Hungry Couch        | Moscou, Russie            | 2019         | février 2021   | [ 6 ] |
| Moon Moose          | Saint-Pétersbourg, Russie | 2018         | février 2021   | [ 6 ] |
| Bad Pixel           | Russie                    |              | septembre 2021 | [ 7 ] |
| Versus Evil         | Baltimore, États-Unis     | 2013         | novembre 2021  | [ 8 ] |

## Ludographie

### Jeux développés
| Année de sortie | Titre                         | Genre(s)      | Plateforme(s)                                           |
| --------------- | ----------------------------- | ------------- | ------------------------------------------------------- |
| 2011            | No Time to Explain            | Plates-formes | Microsoft Windows, OS X, Linux                          |
| 2015            | No Time to Explain Remastered | Plates-formes | Microsoft Windows, OS X, Linux, PlayStation 4, Xbox One |

### Jeux édités
| Année de sortie | Titre                                              | Développeur(s)                 | Genre(s)                               | Plateforme(s)                                                                           |
| --------------- | -------------------------------------------------- | ------------------------------ | -------------------------------------- | --------------------------------------------------------------------------------------- |
| 2013            | Not the Robots                                     | 2DArray                        | Infiltration                           | Microsoft Windows, OS X, Linux                                                          |
| 2014            | Fearless Fantasy                                   | Enter Skies Entertainment      | RPG                                    | Microsoft Windows, OS X, Android                                                        |
| 2014            | Spoiler Alert                                      | Megafuzz                       | Action                                 | Microsoft Windows, OS X, Linux, iOS, Android                                            |
| 2014            | Lovely Planet                                      | Quicktequila                   | FPS                                    | Microsoft Windows, OS X, Linux, PlayStation 4, Xbox One                                 |
| 2015            | Boid                                               | Mokus Games                    | STR                                    | Microsoft Windows                                                                       |
| 2015            | Divide by Sheep                                    | Bread Team                     | Réflexion                              | Microsoft Windows, OS X, iOS, Android                                                   |
| 2015            | Party Hard                                         | Pinokl Games                   | Infiltration                           | Microsoft Windows, OS X, Linux, PlayStation 4, Xbox One, iOS, Android, Fire OS          |
| 2015            | Snail Bob 2                                        | Hunter Hamster                 | Réflexion                              | Microsoft Windows, OS X, iOS, Android                                                   |
| 2016            | Punch Club                                         | Lazy Bear Games                | Simulation                             | Microsoft Windows, OS X, Linux, iOS, Android                                            |
| 2016            | Dungelot: Shattered Lands                          | Red Winter                     | Dungeon crawler                        | Microsoft Windows, iOS                                                                  |
| 2016            | SpeedRunners                                       | DoubleDutch Games              | Plates-formes                          | Microsoft Windows, OS X, Linux, Xbox One                                                |
| 2016            | Clustertruck                                       | Landfall Games                 | Plates-formes                          | Microsoft Windows, OS X, Linux                                                          |
| 2016            | The Final Station                                  | Do My Best Games               | Action                                 | Microsoft Windows                                                                       |
| 2016            | Road to Ballhalla                                  | Torched Hill                   | Réflexion                              | Microsoft Windows                                                                       |
| 2016            | Lovely Planet Arcade                               | Quicktequila                   | FPS                                    | Microsoft Windows, OS X, Linux                                                          |
| 2016            | Diaries of a Spaceport Janitor                     | Sundae Month                   | Aventure                               | Microsoft Windows                                                                       |
| 2016            | Check-in, Knock-out                                | Lionade Games                  | Action                                 | Microsoft Windows, PlayStation 4                                                        |
| 2017            | Stage Presence                                     | Sea Green Games                | Rythme                                 | Microsoft Windows                                                                       |
| 2017            | Mr. Shifty                                         | Team Shifty                    | Action                                 | Linux, macOS, Microsoft Windows, Nintendo Switch, PlayStation 4, Xbox One               |
| 2017            | Community Inc                                      | T4 Interactive                 | Simulation, Stratégie                  | macOS, Microsoft Windows                                                                |
| 2017            | Phantom Trigger                                    | Bread Team                     | Action, Aventure                       | Microsoft Windows, Nintendo Switch, PlayStation 4, Xbox One                             |
| 2017            | Party Hard Tycoon (accès anticipé)                 | Pinokl Games Kverta            | Simulation, Stratégie                  | Microsoft Windows                                                                       |
| 2017            | Hello Neighbor                                     | Dynamic Pixels                 | Survival horror, Infiltration          | Android, iOS, Microsoft Windows, Nintendo Switch, PlayStation 4, Xbox One               |
| 2018            | Garage: Bad Trip                                   | Zombie Dynamics                | Action                                 | macOS, Microsoft Windows, Nintendo Switch                                               |
| 2018            | Outpost Zero (accès anticipé)                      | Symmetric Games                | Survie, Aventure, Action               | Microsoft Windows                                                                       |
| 2018            | Guts and Glory                                     | Pinokl Games Kverta Hologryph  | Action                                 | Linux, macOS, Microsoft Windows, Nintendo Switch, PlayStation 4, Xbox One               |
| 2018            | Graveyard Keeper                                   | Lazy Bear Games                | RPG                                    | Android, iOS, Linux, macOS, Microsoft Windows, Nintendo Switch, PlayStation 4, Xbox One |
| 2018            | Party Hard 2                                       | Pinokl Games Kverta Hologryph  | Action                                 | Microsoft Windows                                                                       |
| 2018            | Rapture Rejects (accès anticipé)                   | Galvanic Games Explosm Games   | Action, Battle royale                  | Microsoft Windows                                                                       |
| 2018            | Hello Neighbor: Hide and Seek                      | Dynamic Pixels                 | Action, Infiltration                   | iOS, Microsoft Windows, Nintendo Switch, PlayStation 4, Xbox One                        |
| 2019            | Pandemic Express                                   | Tall Boys Team                 | Action                                 | Microsoft Windows                                                                       |
| 2019            | Swag and Sorcery                                   | Lazy Bear Games Uroboros Games | RPG                                    | Microsoft Windows                                                                       |
| 2019            | Pathologic 2                                       | Ice-Pick Lodge                 | Aventure, Survie, Survival horror, RPG | Microsoft Games                                                                         |
| 2019            | Lovely Planet 2: April Skies                       | Quicktequila                   | Action                                 | Linux, macOS, Microsoft Windows                                                         |
| 2019            | Streets of Rogue                                   | Matt Dabrowski                 | Rogue-like, RPG                        | Linux, macOS, Microsoft Windows, Nintendo Switch, PlayStation 4, Xbox One               |
| 2019            | Totally Reliable Delivery Service                  | We're Five Games               | Action                                 | Microsoft Windows                                                                       |
| 2019            | Waking                                             | Jason Oda                      | Action, Aventure                       | Microsoft Windows                                                                       |
| 2019            | Secret Neighbor                                    | Hologryph Dynamic Pixels       | Action                                 | Microsoft Windows                                                                       |
| 2020            | Not For Broadcast                                  | Not Games                      |                                        | Microsoft Windows, Meta Quest 2, PlayStation 4, PlayStation 5, Xbox Series              |
| 2020            | Hello Puppets!                                     | Otherworld Interactive         |                                        | Microsoft Windows                                                                       |
| 2020            | Hellpoint                                          | Cradle Games                   | RPG, Action                            | Linux, macOS, Microsoft Windows                                                         |
| 2020            | Kill It with Fire                                  | Casey Donnellan Games LLC      |                                        | Microsoft Windows                                                                       |
| 2020            | Punch Club 2: Fast Forward                         | Lazy Bear Games                | Tycoon, Stratégie                      | Microsoft Windows                                                                       |
| 2020            | Startup Panic                                      | Algorocks                      |                                        | Android, iOS, Microsoft Windows                                                         |
| 2020            | Waking                                             | Jason Oda                      |                                        | Microsoft Windows, Xbox One                                                             |
| 2021            | Black Skylands (accès anticipé)                    | Hungry Couch                   |                                        | Microsoft Windows                                                                       |
| 2021            | Cartel Tycoon (accès anticipé)                     | Moon Moose                     |                                        | Microsoft Windows                                                                       |
| 2021            | Despot's Game                                      | Konfa Games                    |                                        | Microsoft Windows                                                                       |
| 2021            | Hello Neighbor 2                                   | Eerie Guest Studios            |                                        | Microsoft Windows, Xbox One, Xbox Series X/S                                            |
| 2021            | Happy's Humble Burger Farm                         | Scythe Dev Team                |                                        | Microsoft Windows                                                                       |
| 2021            | Mayhem in Single Valley                            | Fluxscopic Ltd.                |                                        | Microsoft Windows                                                                       |
| 2021            | Potion Craft: Alchemist Simulator (accès anticipé) | niceplay games                 | Simulation                             | Microsoft Windows                                                                       |
| 2022            | Tinykin                                            | Splashteam                     |                                        |                                                                                         |
| 2024            | Kingmakers                                         | Redemption Road Games          | Stratégie                              | Microsoft Windows                                                                       |